# Slag bij Wilson's Creek
De Slag bij Wilson's Creek vond plaats op 10 augustus 1861 nabij Springfield, Missouri tijdens de Amerikaanse Burgeroorlog. Een andere naam is de Slag bij Oak Hills. Het was de eerste grote slag ten westen van de Mississippi en wordt soms ook de Bull Run van het westen genoemd.

## Achtergrond
Na de inname van Jefferson City, Missouri, door Nathaniel Lyon werden Price en Jackson achtervolgd doorheen de staat. Enkele kleinere veldslagen zoals de Slag bij Boonville op 17 juni en de Slag bij Carthage op 5 juli 1861 brachten weinig verandering in de situatie.
Naar aanleiding van de crisis beslisten de afgevaardigden van de Constitutionele Conventie, die de afscheuring in februari verworpen had, om opnieuw samen te komen. Op 27 juli 1861 verklaarde de conventie de gouverneurszetel voor vacant en benoemden Hamilton Rowan Gamble als voorlopige gouverneur.
Op 13 juli 1861 had Lyon’s leger zijn kamp opgeslagen bij Springfield, Missouri met ongeveer 6.000 soldaten. Zijn leger bestond uit de 1st, 2nd, 3rd en 5th Missouri Infantry, de 1st Iowa Infantry, de 1st en 2nd Kansas Infantry, enkele eenheden van het reguliere leger, cavalerie en drie artilleriebatterijen.
Tegen het einde van juli 1861 had de Missouri State Guard zijn kamp opgeslagen op ongeveer 120 km ten zuidwesten van Springfield. Ze werden versterkt door de Zuidelijke brigadegeneraal Benjamin McCulloch en brigadegeneraal N. Bart Pearce, die de Arkansas State Militia leidde. Dit bracht de Zuidelijke sterkte op ongeveer 12.000 soldaten. Ze maakten plannen om Springfield aan te vallen. Ondertussen vertrok Lyon op 1 augustus Springfield om een verrassingsaanval uit te voeren op de Zuidelijken. Op 2 augustus werd nabij Dug Springs een kleine schermutseling uitgevochten tussen de voorhoedes van beide legers. Hoewel Lyon een overwinning behaalde, wist hij nu dat zijn leger de helft zo groot was als het vijandelijke leger. Daarop trok hij zich terug naar Springfield. McCulloch, ondertussen bevelhebber van het Zuidelijke leger, zette de achtervolging in. Tegen 6 augustus had McCulloch zijn kamp opgeslagen wij Wilson’s Creek op ongeveer 16 km van Springfield.
Lyon plande een terugtocht naar Rolla om zijn troepen te versterken en van betere uitrustingen te voorzien. Voor hij zich terug trok, plande hij echter een verrassingsaanval op het Zuidelijke kamp. Hiermee hoopte hij dat zijn terugtocht te dekken. Kolonel Franz Sigel, Lyon’s plaatsvervanger, stuurde twee colonnes uit om het vijandelijk kamp in een tangbeweging te vernietigen. Hij stelde voor om met 1.200 man een omtrekkende beweging uit te voeren, terwijl Lyon met de rest van de soldaten het kamp vanuit noordelijke richting zou aanvallen. Ze vertrokken op een regenachtige nacht op 9 augustus 1861. Een 1.000 soldaten bleven in Springfield achter om de stad te bewaken en de terugtocht te dekken. Het verrassingselement was van kapitaal belang om het plan te doen slagen. Ondertussen was McCulloch eveneens plannen aan het maken om de stad bij verrassing aan te vallen. Wegens de zware regenval moest hij zijn plannen uitstellen.

## De slag
Op 10 augustus om 5.00 uur in de ochtend gingen Lyon en Sigel over tot de aanval op het Zuidelijke kamp bij Wilson’s Creek. De Zuidelijke cavalerie ving de eerste slag op. Ze moesten zich terugtrekken maar werden snel versterkt door de infanterie die de slaglinie kon stabiliseren.
De Zuidelijken voerden drie keer een aanval uit op de Noordelijke slaglinie. Ze slaagden er echter niet in om de linie te doorbreken. Tijdens de slag kwam Lyon om het leven. Hij werd vervangen door majoor Samuel D. Sturgis. Ondertussen slaagden de Zuidelijken erin om de eenheden onder leiding van Sigel te verslaan nabij Skegg’s Branch. De Zuidelijken stopten na hun derde aanval op de Noordelijke slaglinie rond 11.00 uur de strijd. De Noordelijken hadden weinig munitie over en de soldaten waren de uitputting nabij. Sturgis trok zijn troepen terug naar Springfield. De Zuidelijken verkeerden niet in de mogelijk om een effectieve achtervolging in te zetten.
Deze slag werd als een Zuidelijke overwinning beschouwd. Dit was eveneens een grote morele overwinning op de Noordelijken. Het initiatief was nu in handen van de Zuidelijken. Hun strijd zou hen tot in Lexington, Missouri brengen. In oktober kwam een conventie samen onder leiding van Claiborne Fox Jackson. Ze scheurden zich af van de Verenigde Staten van Amerika. Dankzij deze veldslag wonnen de Zuidelijken de controle over het zuidwesten van Missouri.